# Torreya grandis
Torreya grandis (en chino, 香榧(pinyin=Xiāngfěi) es una especie de conífera tanto de la familia Cephalotaxaceae como Taxaceae. Es un árbol grande que puede alcanzar los 25 m de altura y en algún caso hasta 39 m. Es endémico del este y el sudeste de China. Se encuentra en las provincias de Fujian, Zhejiang y Jiangsu, así como en Anhui, Guizhou, Hunan y en el interior de Jiangxi. Su hábitat natural son las montañas y valles abiertos, con frecuencia junto a los arroyos, entre 200 y 1.400 m de altitud. Uno de sus nombres comunes es tejo nuez moscada chino (aunque no está relacionado con la nuez moscada y el tejo verdadero pertenece al género Taxus), porque está relacionado con las semillas comestibles de la nuez moscada (en chino, 榧榧) y las hojas del tejo. Las semillas se prensan para obtener aceite. La madera se usa en construcción y en muebles. En Europa y Norteamérica, el árbol se usa como ornamental.
Aunque en China se conoce y utiliza desde hace siglos, el primer europeo en descubrirlo fue Robert Fortune, que estaba atravesando las montañas del nordeste de Zhejiang en busca de semillas, particularmente las del alerce del Japón (Larix kaempferi). Al encontrar dos árboles jóvenes cultivados de Torreya, pidió que le condujeran a un valle con árboles grandes y compró las semillas. Al plantarlas en Inglaterra, crecieron satisfactoriamente.
Se cree que es originaria de las montañas del nordeste de Zhejiang.

## Patrimonio agrícola mundial
En las montañas Kuaiji, en la ciudad prefectura de Shaoxing, al nordeste de la provincia de Zhejiang, se desarrolla desde hace 2000 años el cultivar Torreya grandis cv. Merrillii, con un historial que procede de la dinastía Tang. La comunidad ha creado un ecosistema que previene la erosión del suelo y está integrado en la vida, la dieta, la medicina y el matrimonio de la población local y forma parte de una cultura particular. Por esta razón, la comunidad Torreya grandis cv. Merrillii forma parte de los Sistemas Importantes del Patrimonio Agrícola Mundial (SIPAM).